# بورکو
بورکو (به عربی: بورکو) یکی از منطقه‌های کشور چاد است. استان بورکو ۹۷٬۲۵۱ نفر جمعیت دارد.